# Heemsteedse Dreef
De Heemsteedse Dreef is een weg in de Noord-Hollandse plaats Heemstede. De weg loopt in het noorden vanaf de grens met Haarlem vanaf de Blauwe Brug tot aan het Valkenburgerplein. De weg is in 1932 aangelegd en was toen 32 meter breed. De weg beschikt over twee rijbanen aan weerszijden van een middenberm. Op 3 september 1932 werd de weg opengesteld.
Deze nieuwe wegverbinding verving de historische route door Heemstede die vanaf de Blauwe Brug en de Crayenestersingel via de Bronsteeweg, Binnenweg, Raadhuisstraat, Raadhuisplein, Camplaan, Wilhelminaplein en Voorweg richting Bennebroek liep. 
De weg begint vanaf de grens met Haarlem bij de Blauwe Brug over de Crayenestersingel. De weg ligt in het verlengde van de Dreef in Haarlem. De Heemsteedse Dreef voert vanaf de brug in zuidelijke richting en heeft zijn eerste belangrijke kruising met de César Francklaan die samen met de Johan Wagenaarlaan verderop richting de Schouwbroekerbrug lopen en een verbinding verzorgen met het Haarlemse stadsdeel Schalkwijk. De tweede belangrijke kruising is die met de Lanckhorstlaan, die uit de richting van Zandvoort komt en onderdeel uitmaakt van de Provinciale weg 201 (N201). Vanaf deze kruising volgt de N201 de Heemsteedse Dreef verder in zuidelijke richting. De Heemsteedse Dreef steekt even na de kruising met de Johan Wagenaarlaan de Zandvaart over door middel van de Zandvaartbrug. 
Na deze brug passeert de Heemsteedse Dreef de haven van Heemstede die aan het einde van het Heemsteedsch Kanaal ligt. Na de haven maakt de Dreef een flauwe bocht in zuidwestelijke richting, waarbij de N201 verder loopt via de Cruquiusweg richting de Cruquius en Hoofddorp. Na de flauwe bocht heet een kort gedeelte van de Heemsteedse Dreef Wipperplein. Na dit plein eindigt de Heemsteedse Dreef niet veel verder bij het Valkenburgerplein.
Buslijn 340 loopt in Heemstede grotendeels via de Heemsteedse Dreef. Deze R-netlijn doet dienst tussen Haarlem en Uithoorn. Aan de weg liggen drie bushaltes van deze lijn, namelijk Blauwe Brug, Julianaplein en Wipperplein.